# Antranilato N-benzoiltransferasi
La antranilato N-benzoiltransferasi è un enzima appartenente alla classe delle transferasi, che catalizza la seguente reazione:
benzoil-CoA + antranilato ⇄ CoA + N-benzoilantranilato
Anche il cinnamoil-CoA, 4-cumaroil-CoA e saliciloil-CoA possono agire come donatori, ma più lentamente. L'enzima è coinvolto nella biosintesi delle fitoalessine.